# Billes d'airsoft

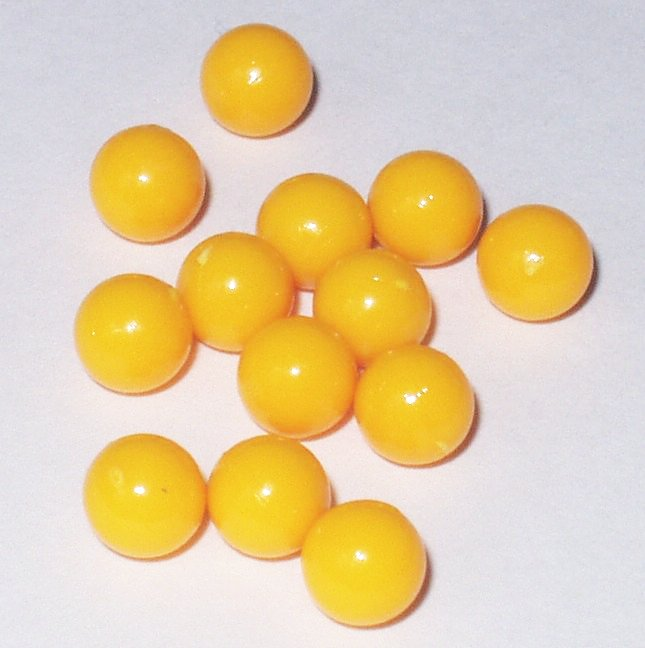
Billes d'airsoft de 6 mm et 0,12 g, en plastique de mauvaise qualité (peu sphériques).

Les billes d'airsoft sont des projectiles sphériques utilisés par les réplique d'airsoft. Généralement en plastique, mesurent généralement environ 6 mm de diamètre (bien que certains modèles utilisent des 8 mm), et pèsent de 0.12 à 0.40 g, les poids les plus courants étant de 0.12 g et 0.20 g. Bien que fréquemment appelés « BB » parmi les pratiquants d'airsoft, ces billes ne sont pas les mêmes que les projectiles métalliques tirés par les BB gun ou les chevrotine de 4.6 mm d'où proviennent le terme « BB ».

## Variantes
Bien que la majorité des pastilles achetées et utilisées soient de simples projectiles sphériques en plastique, certaines variétés peuvent être utilisées pour donner un avantage à un joueur, comme des pastilles de meilleure qualité.

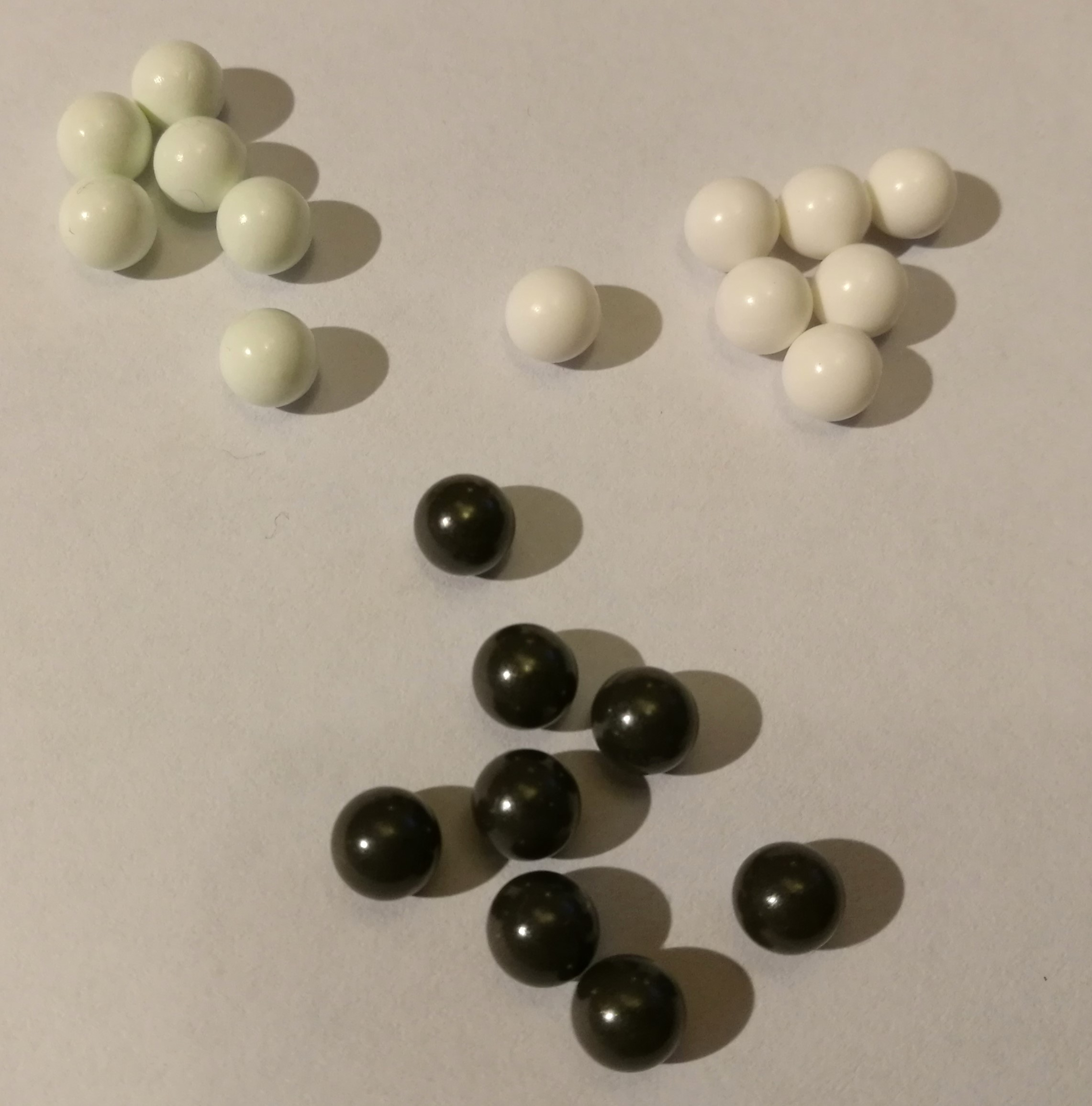
Billes airsoft de haute qualité.

### Biodégradable
Des billes biodégradables sont disponibles et sont souvent nécessaires dans les champs extérieurs où le balayage n'est pas une option. Les granulés conventionnels polluent l'environnement, car la plupart des granulés non biodégradables ont un centre minéral ou à base de pétrole, revêtu de plastique non biodégradable : ceux-ci prendraient des centaines d'années à se dégrader. Les granulés biodégradables sont constitués de différents types de résine, souvent développés pour l'industrie agricole et certifiées compostables. Les résines plastiques couramment utilisées comprennent l'acide polylactique ou le polylactide (PLA), basé sur des matériaux renouvelables comme les produits de maïs,. Le processus de dégradation est assuré par les microbes du sol et la dégradation photosensible.
La plupart des granulés de haute qualité sont disponibles dans une version non biodégradable et dans une version biodégradable coûtant un peu plus cher.

### Billes traçantes
Des billes luminescentes, appelées billes tracer ou traceur, peuvent être utilisées en conjonction avec un appareil qui « charge » les pastilles en les faisant clignoter avec un éclat de lumière avant de quitter le canon, de sorte qu'elles restent luminescentes en vol pour l'utilisation pendant des parties nocturnes. Cette unité de traceur est généralement cachée de la vue, souvent déguisée en silencieux, ou est incluse à l'intérieur du chargeur. Des billes tracer biodégradables sont également disponibles.

### Billes non traçables
Ce type de pastille est de couleur sombre afin que l'adversaire ait plus de mal à repérer l'origine des pastilles. En effet, la couleur la plus courante des pastilles étant le blanc, il est possible de repérer facilement le tireur en suivant la trace des pastilles. Cependant, il existe peu de billes de haute qualité dans cette couleur et que le tireur lui-même a du mal à suivre son propre tir.

### Projectiles sphériques de peinture
Des pastilles remplies de peinture sont également disponibles, appelées « billes de peinture », très similaires à celles utilisées dans le paintball. Les modèles Airsoft équipés de système de stabilisation de projectile ne peuvent pas les utiliser, car les coques minces sont susceptibles de se briser dans le canon, le salissant avec de la peinture. Ces granulés spéciaux sont également incompatibles avec les modèles airsoft utilisant des systèmes d'alimentation mécanisés, tels que des chargeurs de grande capacité, pour la même raison. Aussi, la peinture peut entrer dans le fonctionnement mécanique du pistolet airsoft et endommager les pièces au-delà du simple entretien.

### Marqueurs
Les billes peuvent être enduites d'une poudre qui laisse une petite marque colorée lorsqu'elle frappe une surface, appelées marker. Les dépôts de poudre de ces pastilles sont laissés dans n'importe quelle partie du pistolet airsoft ou de l'unité de stockage avec laquelle la pastille entre en contact. Ainsi, l'accumulation au fil du temps, sans nettoyage, peut provoquer des dysfonctionnements ou endommager les pièces mobiles.
Fabriqué à 100% de silice, le matériau de ces pastilles est très uniformément réparti, améliorant les caractéristiques de vol. Cependant, ces pastilles seraient capables de briser le verre et donc les lunettes de protection. En raison des problèmes de sécurité et des rapports de blessures causées par ce type de billes, elles sont généralement interdites dans les installations d'airsoft.

### Métallique
Des billes métalliques en acier sont également commercialisées pour être utilisées dans les pistolets airsoft. Ces pastilles sont plus lourdes et plus dures que les pastilles de polymère conventionnelles, et l'impact d'une pastille métallique peut blesser les joueurs, voire pénétrer la peau. Les soucis de sécurité rendent les pastilles métalliques appropriées uniquement pour le tir sur cible. Le poids supplémentaire réduit l'effet du vent sur la pastille, conférant plus de précision pour les tirs à longue distance dans des environnements extérieurs. Les pastilles métalliques sont principalement utilisées dans les BB gun à pompe standard ou à dioxyde de carbone.

## Masse de la bille

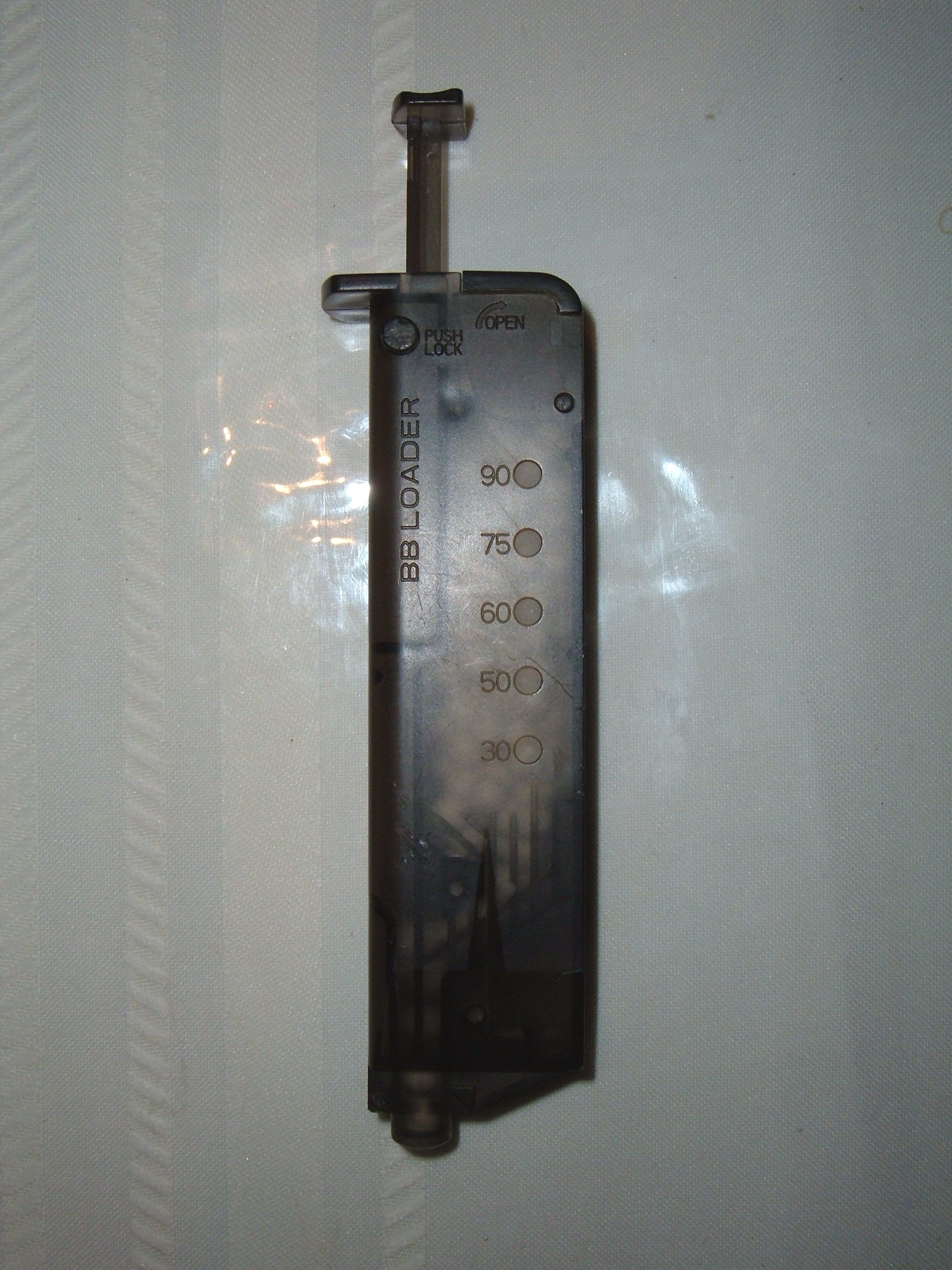
Un chargeur de billes d'airsoft (ou « BB Loader »).

La masse de la bille est un facteur important influençant plusieurs aspects : 
- Vitesse : les billes plus légères atteignent des vitesses plus élevées, mais sont plus susceptibles d'être influencés par des facteurs externes comme le vent, réduisant ainsi la portée. Les granulés plus légers décélèrent également plus rapidement que les granulés plus lourds. En raison de l'élan accru d'une bille plus lourde, elle frappera plus fort qu'une bille plus légère.
- Énergie : Les billes plus légères ont une énergie cinétique plus élevée dans les pistolets à faible vitesse, mais les billes plus lourdes ont tendance à avoir une énergie cinétique plus élevée dans les lanceurs avec une vitesse de sortie de plus de 190 m/s[11].
- Trajectoire : La courbure d'un projectile (trajectoire) détermine sa portée et des billes plus légères entraînent généralement des trajectoires beaucoup plus courbes ou imprévisibles, bien que l'utilisation d'un hop-up (en) puisse aplatir, réguler et allonger la trajectoire.
- Matériel : Les billes plus lourds peuvent nécessiter un pistolet airsoft plus puissant et nécessitent souvent des ressorts améliorés.

Le choix de la masse de la bille pour un joueur est régi par son style de jeu, le pistolet airsoft utilisé (pièces internes), l'état et la taille du lieu de jeu (intérieur / extérieur) et les réglementations de vitesse initiale.

## Physique du vol

### Vitesse initiale et énergie des billes
La vitesse des billes des pistolets à ressort est déterminée en grande partie par la tension du ressort principal du pistolet. Les limites de vitesse à la bouche (initiale) sont comprises entre 90 et 120 m/s pour les AEG et 120 et 170 m/s pour les fusils de précision à ressort à un coup.
À des fins de comparaison, 3 g étant est la masse typique d'une pastille de paintball, et 0.2 g est la norme pour une pastille airsoft. À 3 g de masse, une pastille volant à 100 m/s possède 15 joules d'énergie cinétique, tandis qu'une de 0.20 g aura 1 J. Il est important de remarque qu'en airsoft l'énergie d'impact terminal est très proche de l'énergie cinétique de la pastille car la collision est presque complètement élastique. En revanche, dans le paintball, la pastille se fracture lors de l'impact, conduisant à une collision inélastique avec perte d'énergie, et donc l'énergie d'impact est plus petite que l'énergie cinétique de la pastille. Néanmoins, les énergies d'impact typiques de la pastille airsoft ont tendance à être beaucoup plus petites que celles du paintball.

### Balistique des billes
Si la vitesse initiale d'une pastille est importante pour des raisons de sécurité, elle perdra de sa vitesse pendant le vol en raison de la traînée. La décélération typique d'une pastille de masse m et de diamètre D est donnée par : 
{\displaystyle A_{\text{drag}}={\frac {1}{2m}}\rho _{\text{air}}v^{2}\cdot 0.47\cdot \pi \left({\frac {D}{2}}\right)^{2}}
où v est la vitesse instantanée de la pastille. Pour les valeurs typiques de bille (m = 0,2 g, v = 120 m / s, D = 6 mm), la traînée peut être très élevée à {\displaystyle 576\ \mathrm {m} /\mathrm {s} ^{2}}, ce qui signifie que la vitesse diminue rapidement.
L'équation ci-dessus a une solution simple pour la vitesse en fonction de la distance : 
{\displaystyle v={v_{0}}{e^{-s/{s_{0}}}}}
où {\displaystyle {v_{0}}} est la vitesse initiale, {\displaystyle s} est la distance parcourue, et {\displaystyle {s_{0}}} est la distance sur laquelle la vitesse est réduite à {\displaystyle 1/e} de {\displaystyle {v_{0}}} : 
{\displaystyle {{s}_{0}}={\frac {8m}{{{\rho }_{air}}\cdot 0.47\cdot \pi \cdot {{D}^{2}}}}}
En particulier, pour les valeurs typiques et en négligeant les effets du vent ou l'utilisation du hop-up, un tir droit d'une hauteur de 1.8 m aura une portée de 34 mètres. Au sol, l'énergie d'impact de la pastille est de 0,1 J. Aussi, le même tir à 5 mètres aura une énergie d'impact de 1 J (cf. figure).

## Sécurité
Les billes airsoft voyageant à une vitesse suffisante peuvent laisser de petites plaies superficielles en frappant la peau exposée. Bien que cela puisse être douloureux, ces plaies sont généralement des contusions fermées et guérissent rapidement sans nécessiter de soins médicaux. Cependant, les granulés peuvent causer des dommages plus graves aux parties les plus vulnérables du corps, telles que les yeux et les oreilles. Des masques de protection sont recommandés pendant les matchs d'airsoft pour protéger le nez, la bouche, les dents et les oreilles des joueurs, et des lunettes de protection sont obligatoires pour la protection des yeux.
La vitesse critique requise pour la pénétration cutanée peut être calculée à l'aide de la formule : 
{\displaystyle v_{\text{cr}}=162.1e^{-0.38{\sqrt {m}}}}
où m est la masse d'une balle sphérique, en grammes. La pénétration est définie ici comme pénétrant dans la peau à une profondeur de plus de la moitié du diamètre de la pastille sphérique.
En conséquence, une bille de 0,20 g de pastille d'airsoft pénétrera la peau à 136,7 m/s. Parce que de nombreux AEG haut de gamme, pistolets airsoft à ressort et à essence peuvent atteindre une telle vitesse à courte distance, de nombreux sites d'airsoft fixent des limites strictes sur les vitesses initiales maximales autorisées sur le terrain, obligeant chaque joueur à subir un test de chronographe balistique avant de participer. Certains sites ont également des restrictions sur les distances d'engagement minimales, où il est interdit de tirer sur des adversaires plus proches qu'une distance définie. Une règle dite du « bang bang » (les joueurs imitent le tir en criant « bang bang » au lieu de vraiment tirer avec la réplique) est alors mise en œuvre.